# Gabriel Mascaró (cyclisme)
Mascaró  Febrer est un nom espagnol. Le premier nom de famille, en général paternel, est Mascaró ; le second, en général maternel, souvent omis, est Febrer.
Gabriel Mascaró Febrer, né le 7 mars 1944 à Vilafranca de Bonany aux îles Baléares, est un coureur cycliste espagnol. Il est professionnel de 1968 à 1971 au sein de l'équipe Kas-Kaskol.

## Palmarès

### Palmarès amateur
- 1964
  - 2e étape de la Cinturón a Mallorca
  - 2e du championnat d'Espagne de course aux points
  - 3e de la Cinturón a Mallorca
- 1965
  - 2e étape de la Cinturón a Mallorca
  - 2e du championnat d'Espagne sur route amateurs
- 1966
  - 3e du Tour d'Anjou

### Palmarès professionnel
- 1968
  - 3e de la Clásica a los Puertos
- 1969
  - Subida a Urkiola
  - 2e du championnat d'Espagne de la montagne
  - 3e du Tour du Levant
  - 3e du GP Santander
- 1970
  - GP Cuprosan
  - 2e étape du Tour de Majorque
  - 2e de la Classique d'Ordizia
  - 2e du GP Santander
- 1971
  - 2e de la Subida a Arrate
  - 3e du Gran Premio Nuestra Señora de Oro

## Résultats sur les grands tours

### Tour de France
3 participations
- 1969 : abandon (17e étape)
- 1970 : 66e
- 1971 : 38e

### Tour d'Espagne
2 participations
- 1970 : non-partant (5e étape)
- 1971 : abandon (14e étape)